# Polity IV
Polity IV (также Polity IV Project) — один из наиболее известных и распространенных подходов к измерению уровня демократии. Более широко Polity — проект по созданию политологической базы данных, объединяющей несколько индексов (показателей), широко использующихся в политической науке. База постоянно обновляется, наиболее актуальной версией является четвёртая (IV), вышедшая в 2010 году и охватывающая временной промежуток c 1800 по 2015. Под названием Polity IV также известен основной индекс в базе данных, характеризующий политический режим в данной политии.

## История
Проект Polity и первый рейтинг Polity I были начаты в 1960-х профессором Тедом Гарром, специалистом по социальным конфликтам и политической нестабильности. Теоретические основания для агрегирования базы данных были сформулированы Тедом Гарром и Гарри Эккстейном в совместной монографии «Patterns of Authority: A Structural Basis for Political Inquiry» (1975). В 2000-е проект возглавил ученик и последователь Гарра, профессор Монти Маршалл.
Каждая новая версия (Polity I, II и III) обновляла рассматриваемый временной промежуток, а также корректирует набор переменных и методологию оценки. Нынешняя версия — Polity IV — данные вплоть до конца 2000-х.
Polity является проектом Центра систематического мира (англ. The Center for Systemic Peace, CSP ) и спонсируется Political Instability Task Force.

## Компоненты индекса
Наиболее известным и применяемым в количественных и сравнительных политологических работах индексом из базы данных является индекс политического режима (иногда понимаемый как индекс демократии). Он характеризует направления режимных трансформаций в конкретной политии и использует оригинальную типологию и концептуализацию политических режимов.
Polity IV использует институциональное определение режимов, то есть режим характеризуется набором тех или иных институтов, находящихся в определённом состоянии. Режим по Polity IV определяется через следующие концепты:
1. Конкурентность и открытость институтов ротации.
2. Наличие институциональных сдержек исполнительной власти.
3. Наличие институциональных каналов свободного и равного политического участия населения.

Композитные индексы демократии (переменная {\displaystyle \mathrm {DEMOC} }) и автократии (переменная {\displaystyle \mathrm {AUTOC} }) основаны на одних и тех же критериях, но разных институтах, наличие или отсутствие которых характеризует рассматриваемую политию по данному критерию. Таким образом индексы политических режимов используют порядковую шкалу. Например, индекс автократии фиксирует наличие институциональных ограничений соревновательного политического участия, тогда как индекс демократии фиксирует присутствие в политической системе институтов, разрешающих и гарантирующих соревновательное участие. Строго говоря, положительные значения обоих индексов по одному и тому же критерию не являются несовместимыми.
| Оцениваемый концепт                             | Промежуточная переменная                                                                                      | Категории                                                  | {\displaystyle \mathrm {DEMOC} } | {\displaystyle \mathrm {AUTOC} } |
| ----------------------------------------------- | --- | ---------------------------------------------------------- | -------------------------------- | -------------------------------- |
| Конкурентность и открытость институтов ротации  | Конкурентность ротации исполнительной власти {\displaystyle \mathrm {XRCOMP} =\{0,~1,~2\}}                    | Не регулируется                                            | 0                                | 0                                |
| Конкурентность и открытость институтов ротации  | Конкурентность ротации исполнительной власти {\displaystyle \mathrm {XRCOMP} =\{0,~1,~2\}}                    | Неэлекторальные механизмы (отбор)                          | 0                                | 2                                |
| Конкурентность и открытость институтов ротации  | Конкурентность ротации исполнительной власти {\displaystyle \mathrm {XRCOMP} =\{0,~1,~2\}}                    | Переходные механизмы                                       | 0                                | 1                                |
| Конкурентность и открытость институтов ротации  | Конкурентность ротации исполнительной власти {\displaystyle \mathrm {XRCOMP} =\{0,~1,~2\}}                    | Выборы                                                     | 2                                | 0                                |
| Конкурентность и открытость институтов ротации  | Открытость каналов формирования (ротации) исполнительной власти {\displaystyle \mathrm {XROPEN} =\{0,~1\}}    | Не регулируется                                            | 0                                | 0                                |
| Конкурентность и открытость институтов ротации  | Открытость каналов формирования (ротации) исполнительной власти {\displaystyle \mathrm {XROPEN} =\{0,~1\}}    | Закрытые каналы                                            | 0                                | 1                                |
| Конкурентность и открытость институтов ротации  | Открытость каналов формирования (ротации) исполнительной власти {\displaystyle \mathrm {XROPEN} =\{0,~1\}}    | Мягкое назначение исполнительной властью                   | 0                                | 1                                |
| Конкурентность и открытость институтов ротации  | Открытость каналов формирования (ротации) исполнительной власти {\displaystyle \mathrm {XROPEN} =\{0,~1\}}    | Двойственные выборы с доминированием исполнительной власти | 1                                | 0                                |
| Конкурентность и открытость институтов ротации  | Открытость каналов формирования (ротации) исполнительной власти {\displaystyle \mathrm {XROPEN} =\{0,~1\}}    | Выборы                                                     | 1                                | 0                                |
| Институциональные сдержки исполнительной власти | Институциональные ограничения главы исполнительной власти {\displaystyle \mathrm {XCONST} =\{0,~1,~2,~3,~4\}} | Неограниченная власть                                      | 0                                | 3                                |
| Институциональные сдержки исполнительной власти | Институциональные ограничения главы исполнительной власти {\displaystyle \mathrm {XCONST} =\{0,~1,~2,~3,~4\}} | Промежуточная категория                                    | 0                                | 2                                |
| Институциональные сдержки исполнительной власти | Институциональные ограничения главы исполнительной власти {\displaystyle \mathrm {XCONST} =\{0,~1,~2,~3,~4\}} | Незначительные/умеренные ограничения                       | 0                                | 1                                |
| Институциональные сдержки исполнительной власти | Институциональные ограничения главы исполнительной власти {\displaystyle \mathrm {XCONST} =\{0,~1,~2,~3,~4\}} | Промежуточная категория                                    | 1                                | 0                                |
| Институциональные сдержки исполнительной власти | Институциональные ограничения главы исполнительной власти {\displaystyle \mathrm {XCONST} =\{0,~1,~2,~3,~4\}} | Существенные ограничения                                   | 2                                | 0                                |
| Институциональные сдержки исполнительной власти | Институциональные ограничения главы исполнительной власти {\displaystyle \mathrm {XCONST} =\{0,~1,~2,~3,~4\}} | Промежуточная категория                                    | 3                                | 0                                |
| Институциональные сдержки исполнительной власти | Институциональные ограничения главы исполнительной власти {\displaystyle \mathrm {XCONST} =\{0,~1,~2,~3,~4\}} | Равенство ветвей власти/субординация                       | 4                                | 0                                |
| Свободное и равное политическое участие         | Соревновательность политического участия {\displaystyle \mathrm {PARCOMP} =\{0,~1,~2,~3\}}                    | Не регулируется                                            | 0                                | 0                                |
| Свободное и равное политическое участие         | Соревновательность политического участия {\displaystyle \mathrm {PARCOMP} =\{0,~1,~2,~3\}}                    | Полностью подавляемое                                      | 0                                | 2                                |
| Свободное и равное политическое участие         | Соревновательность политического участия {\displaystyle \mathrm {PARCOMP} =\{0,~1,~2,~3\}}                    | Подавляемое или ограниченное                               | 0                                | 1                                |
| Свободное и равное политическое участие         | Соревновательность политического участия {\displaystyle \mathrm {PARCOMP} =\{0,~1,~2,~3\}}                    | Факционное (частичное)                                     | 1                                | 0                                |
| Свободное и равное политическое участие         | Соревновательность политического участия {\displaystyle \mathrm {PARCOMP} =\{0,~1,~2,~3\}}                    | Промежуточная категория                                    | 2                                | 0                                |
| Свободное и равное политическое участие         | Соревновательность политического участия {\displaystyle \mathrm {PARCOMP} =\{0,~1,~2,~3\}}                    | Полностью соревновательное                                 | 3                                | 0                                |
| Свободное и равное политическое участие         | Регулирование политического участия {\displaystyle \mathrm {PARREG} =\{0,~1,~2\}}                             | Не регулируется                                            | 0                                | 0                                |
| Свободное и равное политическое участие         | Регулирование политического участия {\displaystyle \mathrm {PARREG} =\{0,~1,~2\}}                             | Сегрегация, незначительные ограничения                     | 0                                | 1                                |
| Свободное и равное политическое участие         | Регулирование политического участия {\displaystyle \mathrm {PARREG} =\{0,~1,~2\}}                             | Наличие широких ограничений                                | 0                                | 2                                |

## Классификация политических режимов
Переменная {\displaystyle \mathrm {POLITY} }, характеризующая режим политии в целом, с точки зрения наличия тех или иных институтов как демократии, так и автократии, обладает крайне широким распространением в современных количественных политологических исследованиях. {\displaystyle \mathrm {POLITY} } рассчитывается посредством простого сложения институциональных индексов демократии ({\displaystyle \mathrm {DEMOC} \in [0,~10]}) и (со знаком минус) автократии ({\displaystyle \mathrm {AUTOC} \in [0,~10]}).
Отдельно фиксируются три состояния политии, в которых невозможно установить тот или иной политический режим:
- Внешняя интервенция (англ. Interruption) (код −66).
- Периоды междуцарствия или «анархии» (англ. Interregnum) (код −77).
- Периоды сильных режимных трансформаций, политических транзитов или переворотов (англ. Transition) (код −88).

Скорректированная на периоды режимных трансформаций (код −88), когда значение показателя «достраивается» посредством линейной интерполяции, переменная {\displaystyle \mathrm {POLITY2} } наиболее корректно отражает высказанную в (Eckstein, Gurr, 1975) идею о том, что политический режим должен измеряться скорее как континуум, чем два абсолютных полюса на дихотомической шкале.
| Режим, согласно терминологии Polity IV | Режим, согласно терминологии Polity IV | нижняя граница | верхняя граница | Пример (на 2013) |
| -------------------------------------- | -------------------------------------- | -------------- | --------------- | ---------------- |
| Автократия                             | Автократия                             | -10            | -6              | Узбекистан (-9)  |
| Анократия                              | Закрытая анократия                     | -5             | 0               | Судан (-3)       |
| Анократия                              | Открытая анократия                     | 1              | 5               | Эквадор (5)      |
| Демократия                             | Демократия                             | 6              | 9               | Индия (9)        |
| Демократия                             | Полноценная демократия                 | 10             | 10              | США (10)         |

Также стоят выделять несостоявшиеся государства. Согласно данным Polity IV в 2013 году в мире таких было 5: Ливия, Афганистан, Босния и Герцеговина, Южный Судан и Центральноафриканская республика.
На 2013 год 57 % государств мира представляли собой различные градации демократии. Ср. с 1875, когда под эту категории подпадало лишь 8 наций: Бельгия, Коста Рика, Франция, Греция, Колумбия, Новая Зеландия, Швейцария и США.

### Режимные трансформации
Другой блок показателей в Polity IV связан с режимными трансформациями и траекториями режимных изменений. Базовое правило базы данных: режим считается продолжающимся, пока изменятся в любую сторону на значение, не превышающее 3. Таким образом «режимным транзитом» называется изменения режима в любую (но одну) сторону на 3 и более пунктов в течение 3-х последовательных лет. Например, либерализация китайской экономики и политики после смерти Мао в конце 1970-х не считается режимным транзитом (показатель {\displaystyle \mathrm {POLITY} } сменился с −8 до −7), а либерализация в Мьянме в 2011—2015 годах — является ({\displaystyle \mathrm {POLITY} } сменился с −6 до −3 за 3 года).
В Polity IV режимные трансформации классифицируются следующим образом:
- Существенный демократический транзит — при {\displaystyle \Delta }{\displaystyle \mathrm {POLITY} }{\displaystyle \geq +6}. Для автократий означает гарантированный переход в категорию анократия, для анократий — почти всегда в категорию демократия.
- Малый демократический транзит — при {\displaystyle \Delta }{\displaystyle \mathrm {POLITY} }{\displaystyle \in [3;~5]}.
- Незначительное режимное изменение — при {\displaystyle \Delta }{\displaystyle \mathrm {POLITY} }{\displaystyle \in [-2;~2]}.
- Обратное режимное изменение — при {\displaystyle \Delta }{\displaystyle \mathrm {POLITY} }{\displaystyle \leq -3} или при переходе политии в состояние междувластия или революционной смены власти.
- Провал государства вследствие территориальной дезинтеграции или утраты власти центральным правительством[10].

## Актуальный рейтинг
Последняя версия базы Polity IV вышла в 2015 году. Представленные ниже значения ранжированы по значению переменной {\displaystyle \mathrm {POLITY2} } на 2015 год.
| Страна                           | Индекс Polity | Индекс демократии | Индекс автократии | Политический режим     |
| -------------------------------- | ------------- | ----------------- | ----------------- | ---------------------- |
| Полноценные демократии           |               |                   |                   |                        |
| Австралия                        | 10            | 10                | 0                 | Полноценная демократия |
| Австрия                          | 10            | 10                | 0                 | Полноценная демократия |
| Великобритания                   | 10            | 10                | 0                 | Полноценная демократия |
| Германия                         | 10            | 10                | 0                 | Полноценная демократия |
| Греция                           | 10            | 10                | 0                 | Полноценная демократия |
| Дания                            | 10            | 10                | 0                 | Полноценная демократия |
| Ирландия                         | 10            | 10                | 0                 | Полноценная демократия |
| Испания                          | 10            | 10                | 0                 | Полноценная демократия |
| Италия                           | 10            | 10                | 0                 | Полноценная демократия |
| Кабо-Верде                       | 10            | 10                | 0                 | Полноценная демократия |
| Канада                           | 10            | 10                | 0                 | Полноценная демократия |
| Кипр                             | 10            | 10                | 0                 | Полноценная демократия |
| Коста-Рика                       | 10            | 10                | 0                 | Полноценная демократия |
| Литва                            | 10            | 10                | 0                 | Полноценная демократия |
| Люксембург                       | 10            | 10                | 0                 | Полноценная демократия |
| Маврикий                         | 10            | 10                | 0                 | Полноценная демократия |
| Монголия                         | 10            | 10                | 0                 | Полноценная демократия |
| Нидерланды                       | 10            | 10                | 0                 | Полноценная демократия |
| Новая Зеландия                   | 10            | 10                | 0                 | Полноценная демократия |
| Норвегия                         | 10            | 10                | 0                 | Полноценная демократия |
| Польша                           | 10            | 10                | 0                 | Полноценная демократия |
| Португалия                       | 10            | 10                | 0                 | Полноценная демократия |
| Словакия                         | 10            | 10                | 0                 | Полноценная демократия |
| Словения                         | 10            | 10                | 0                 | Полноценная демократия |
| США                              | 10            | 10                | 0                 | Полноценная демократия |
| Китайская Республика             | 10            | 10                | 0                 | Полноценная демократия |
| Тринидад и Тобаго                | 10            | 10                | 0                 | Полноценная демократия |
| Уругвай                          | 10            | 10                | 0                 | Полноценная демократия |
| Финляндия                        | 10            | 10                | 0                 | Полноценная демократия |
| Чили                             | 10            | 10                | 0                 | Полноценная демократия |
| Швейцария                        | 10            | 10                | 0                 | Полноценная демократия |
| Швеция                           | 10            | 10                | 0                 | Полноценная демократия |
| Япония                           | 10            | 10                | 0                 | Полноценная демократия |
| Демократия                       |               |                   |                   |                        |
| Чехия                            | 9             | 9                 | 0                 | Демократия             |
| ЮАР                              | 9             | 9                 | 0                 | Демократия             |
| Франция                          | 9             | 9                 | 0                 | Демократия             |
| Эстония                          | 9             | 9                 | 0                 | Демократия             |
| Индия                            | 9             | 9                 | 0                 | Демократия             |
| Ямайка                           | 9             | 9                 | 0                 | Демократия             |
| Панама                           | 9             | 9                 | 0                 | Демократия             |
| Аргентина                        | 9             | 9                 | 0                 | Демократия             |
| Болгария                         | 9             | 9                 | 0                 | Демократия             |
| Хорватия                         | 9             | 9                 | 0                 | Демократия             |
| Перу                             | 9             | 9                 | 0                 | Демократия             |
| Румыния                          | 9             | 9                 | 0                 | Демократия             |
| Индонезия                        | 9             | 9                 | 0                 | Демократия             |
| Парагвай                         | 9             | 9                 | 0                 | Демократия             |
| Молдова                          | 9             | 9                 | 0                 | Демократия             |
| Северная Македония               | 9             | 9                 | 0                 | Демократия             |
| Черногория                       | 9             | 9                 | 0                 | Демократия             |
| Албания                          | 9             | 9                 | 0                 | Демократия             |
| Кения                            | 9             | 9                 | 0                 | Демократия             |
| Коморы                           | 9             | 9                 | 0                 | Демократия             |
| Гватемала                        | 8             | 9                 | 1                 | Демократия             |
| Лесото                           | 8             | 9                 | 1                 | Демократия             |
| Сербия                           | 8             | 9                 | 1                 | Демократия             |
| Восточный Тимор                  | 8             | 9                 | 1                 | Демократия             |
| Мьянма                           | 8             | 8                 | 0                 | Демократия             |
| Ботсвана                         | 8             | 8                 | 0                 | Демократия             |
| Республика Корея                 | 8             | 8                 | 0                 | Демократия             |
| Бельгия                          | 8             | 8                 | 0                 | Демократия             |
| Бразилия                         | 8             | 8                 | 0                 | Демократия             |
| Латвия                           | 8             | 8                 | 0                 | Демократия             |
| Мексика                          | 8             | 8                 | 0                 | Демократия             |
| Сальвадор                        | 8             | 8                 | 0                 | Демократия             |
| Филиппины                        | 8             | 8                 | 0                 | Демократия             |
| Гана                             | 8             | 8                 | 0                 | Демократия             |
| Кыргызстан                       | 8             | 8                 | 0                 | Демократия             |
| Сьерра-Леоне                     | 7             | 8                 | 1                 | Демократия             |
| Грузия                           | 7             | 8                 | 1                 | Демократия             |
| Гайана                           | 7             | 8                 | 1                 | Демократия             |
| Доминиканская Республика         | 7             | 8                 | 1                 | Демократия             |
| Нигерия                          | 7             | 8                 | 1                 | Демократия             |
| Нигер                            | 7             | 8                 | 1                 | Демократия             |
| Пакистан                         | 7             | 7                 | 0                 | Демократия             |
| Колумбия                         | 7             | 7                 | 0                 | Демократия             |
| Бенин                            | 7             | 7                 | 0                 | Демократия             |
| Боливия                          | 7             | 7                 | 0                 | Демократия             |
| Тунис                            | 7             | 7                 | 0                 | Демократия             |
| Сенегал                          | 7             | 7                 | 0                 | Демократия             |
| Буркина-Фасо                     | 6             | 7                 | 1                 | Демократия             |
| ЦАР                              | 6             | 7                 | 1                 | Демократия             |
| Либерия                          | 6             | 7                 | 1                 | Демократия             |
| Никарагуа                        | 6             | 7                 | 1                 | Демократия             |
| Израиль                          | 6             | 7                 | 1                 | Демократия             |
| Шри-Ланка                        | 6             | 7                 | 1                 | Демократия             |
| Намибия                          | 6             | 6                 | 0                 | Демократия             |
| Замбия                           | 6             | 6                 | 0                 | Демократия             |
| Малави                           | 6             | 6                 | 0                 | Демократия             |
| Ливан                            | 6             | 6                 | 0                 | Демократия             |
| Непал                            | 6             | 6                 | 0                 | Демократия             |
| Ирак                             | 6             | 6                 | 0                 | Демократия             |
| Мадагаскар                       | 6             | 6                 | 0                 | Демократия             |
| Открытая анократия               |               |                   |                   |                        |
| Малайзия                         | 5             | 6                 | 1                 | Открытая анократия     |
| Таиланд                          | 3             | 4                 | 1                 | Открытая анократия     |
| Мали                             | 5             | 6                 | 1                 | Открытая анократия     |
| Украина                          | 4             | 5                 | 1                 | Открытая анократия     |
| Суринам                          | 5             | 6                 | 1                 | Открытая анократия     |
| Бангладеш                        | 1             | 3                 | 2                 | Открытая анократия     |
| Гондурас                         | 5             | 6                 | 1                 | Открытая анократия     |
| Эквадор                          | 5             | 6                 | 1                 | Открытая анократия     |
| Танзания                         | 3             | 4                 | 1                 | Открытая анократия     |
| Папуа — Новая Гвинея             | 5             | 5                 | 0                 | Открытая анократия     |
| Мозамбик                         | 5             | 6                 | 1                 | Открытая анократия     |
| Армения                          | 5             | 5                 | 0                 | Открытая анократия     |
| Бутан                            | 5             | 6                 | 1                 | Открытая анократия     |
| Гаити                            | 5             | 6                 | 1                 | Открытая анократия     |
| Россия                           | 4             | 5                 | 1                 | Открытая анократия     |
| Фиджи                            | 2             | 3                 | 1                 | Открытая анократия     |
| Габон                            | 3             | 4                 | 1                 | Открытая анократия     |
| Гвинея                           | 4             | 4                 | 0                 | Открытая анократия     |
| Зимбабве                         | 4             | 5                 | 1                 | Открытая анократия     |
| Джибути                          | 3             | 3                 | 0                 | Открытая анократия     |
| Алжир                            | 2             | 3                 | 1                 | Открытая анократия     |
| Кот-д’Ивуар                      | 4             | 5                 | 1                 | Открытая анократия     |
| Гамбия                           | 4             | 4                 | 0                 | Открытая анократия     |
| Йемен                            | 3             |                   |                   | Открытая анократия     |
| Закрытая анократия               |               |                   |                   |                        |
| Таджикистан                      | -3            | 1                 | 4                 | Закрытая анократия     |
| Афганистан                       | -1            | 1                 | 2                 | Закрытая анократия     |
| Уганда                           | -1            | 1                 | 2                 | Закрытая анократия     |
| Венесуэла                        | -3            | 1                 | 4                 | Закрытая анократия     |
| Турция                           | -4            | 0                 | 4                 | Закрытая анократия     |
| Сингапур                         | -2            | 2                 | 4                 | Закрытая анократия     |
| Камбоджа                         | -4            | 0                 | 4                 | Закрытая анократия     |
| Мавритания                       | -2            | 0                 | 2                 | Закрытая анократия     |
| Бурунди                          | -1            | 2                 | 3                 | Закрытая анократия     |
| Египет                           | -4            | 0                 | 4                 | Закрытая анократия     |
| Иордания                         | -3            | 2                 | 5                 | Закрытая анократия     |
| Марокко                          | -4            | 1                 | 5                 | Закрытая анократия     |
| Эфиопия                          | -3            | 1                 | 4                 | Закрытая анократия     |
| Руанда                           | -3            | 0                 | 3                 | Закрытая анократия     |
| Ангола                           | -2            | 2                 | 4                 | Закрытая анократия     |
| Камерун                          | -4            | 1                 | 5                 | Закрытая анократия     |
| Того                             | -2            | 1                 | 3                 | Закрытая анократия     |
| Республика Конго                 | -4            | 0                 | 4                 | Закрытая анократия     |
| Демократическая Республика Конго | -3            | 1                 | 4                 | Закрытая анократия     |
| Чад                              | -2            | 1                 | 3                 | Закрытая анократия     |
| Судан                            | -4            | 0                 | 4                 | Закрытая анократия     |
| Автократия                       |               |                   |                   |                        |
| Куба                             | -7            | 0                 | 7                 | Автократия             |
| Кувейт                           | -7            | 0                 | 7                 | Автократия             |
| Оман                             | -8            | 0                 | 8                 | Автократия             |
| Свазиленд                        | -9            | 0                 | 9                 | Автократия             |
| Казахстан                        | -6            | 0                 | 6                 | Автократия             |
| Катар                            | -10           | 0                 | 10                | Автократия             |
| Беларусь                         | -7            | 0                 | 7                 | Автократия             |
| Азербайджан                      | -7            | 0                 | 7                 | Автократия             |
| Китай                            | -7            | 0                 | 7                 | Автократия             |
| Вьетнам                          | -7            | 0                 | 7                 | Автократия             |
| Бахрейн                          | -10           | 0                 | 10                | Автократия             |
| ОАЭ                              | -8            | 0                 | 8                 | Автократия             |
| Эритрея                          | -7            | 0                 | 7                 | Автократия             |
| Лаос                             | -7            | 0                 | 7                 | Автократия             |
| Сирия                            | -9            | 0                 | 9                 | Автократия             |
| Гвинея-Бисау                     | -6            | 1                 | 7                 | Автократия             |
| Иран                             | -7            | 0                 | 7                 | Автократия             |
| Экваториальная Гвинея            | -6            | 0                 | 6                 | Автократия             |
| Саудовская Аравия                | -10           | 0                 | 10                | Автократия             |
| Узбекистан                       | -9            | 0                 | 9                 | Автократия             |
| Туркменистан                     | -8            | 0                 | 8                 | Автократия             |
| КНДР                             | -10           | 0                 | 10                | Автократия             |
| Босния и Герцеговина             |               |                   |                   | Failed state           |
| Ливия                            |               |                   |                   | Failed state           |

## Критика
Определение режимов и их квантификация в проекте Polity IV активно критиковались в академической литературе и сравнивалась с прочими индексами демократии (Freedom House, Economist).
Отмечалось, что проект Polity — одна из первых попыток построения индекса демократии, который бы распространялся не только на современность, но и захватывал XIX век.

### Подход к определению демократии
Частично критика индекса связана с противоречиями концептуализации демократии в духе минималистского (учитывающего немногие, но наиболее важные атрибуты) или максималистского (учитывающего все свойственные атрибуты) подходов. Так, выражались опасения, что использование композитных индексов (вроде Polity), несмотря на большое число учтённых особенностей исследуемой политической системы, не позволяет сфокусироваться на самых принципиальных и определяющих из них.
Критике подвергалась концентрация Polity на институциональных чертах политических режимов без оглядки на уровень защиты прав человека или равенство доступа к политической жизни. Так, спорной является кодирование Соединённых Штатов Америки как демократии с 1810-х годов, несмотря на отсутствие всеобщего избирательного права, наличие рабства и поражение в избирательных правах афроамериканского населения в течение десятилетий после запрета последнего.

### Роль отдельных компонентов
Критики указывали на непропорциональный акцент, который Polity IV делает на характеристиках политической конкуренции в сравнении с политическим участием, хотя оба этих элемента, как правило, считаются принципиально важными для концептуализации политического режима (см. полиархия). Отчасти это объясняется хронологическим охватом с 1800 года, тогда как демократическое участие даже в нынешних западных странах наблюдается лишь с конца XIX — начала XX веков, что ограничивает возможности сравнения. Кроме того, этот и другие индексы политических режимов учитывают институциональные сдержки, но не учитывают способность лидеров навязывать ту или иную повестку. Также отмечалась логическая несостоятельность иерархической организации компонентов (например, при отнесении переменных {\displaystyle \mathrm {XRCOMP} } и {\displaystyle \mathrm {PARCOMP} } к различным концептам).
В (Gleditsch, Ward, 1997) посредством применения дерева решений (метода машинного обучения) были выявлены компоненты индекса, которые являются наиболее важными с точки зрения получающихся конечных значений. Авторы установили, что индекс автократии формируется в основном за счёт {\displaystyle \mathrm {XROPEN} } (ротация исполнительной власти), тогда как в индексе демократии и общем индексе {\displaystyle \mathrm {POLITY} } наибольшую роль играет компонента {\displaystyle \mathrm {XCONST} } (ограничения исполнительной власти). Последующая переоценка результатов с использованием случайного леса частично подтвердила эти результаты. Однако было установлено, что основным источником вариации в значения индекса демократии является всё же компонента {\displaystyle \mathrm {PARCOMP} } (соревновательность политического участия).

### Валидность индекса
Другой блок проблем (свойственный всем индексам демократии): открытость эмпирических данных, на основе которых эксперты принимали решения о выполнении описанных критериев. Polity IV не избегает этих проблем, однако есть и положительные аспекты: кодирование переменных несколькими экспертами и публикация дезагрегированных компонентов индекса и правил кодирования.
В сравнительных эмпирических тестах дихотомических и градиентных индексов демократии оценивалась структурная валидность таких индексов как способность, используя эти индексы, предсказывать феномены, как правило эмпирически связанные с демократией. Исследование 2000 года показало, что гипотеза демократического мира лучше объяснялась при использовании градиентного подхода Теда Гарра, то есть индекса Polity, нежели ряда дихотомических рейтингов.